# Argentiera (isola)
Argentièra o Cimòlo  (in greco Κίμωλος? - Kimolos) è un'isola delle Cicladi vicinissima a Milo. Amministrativamente è un comune della periferia dell'Egeo Meridionale (unità periferica di Milo). È di origine vulcanica, dal clima è secco e salubre ma il suo terreno non è adatto per coltivazioni di alcun genere. I suoi abitanti sono dediti alla pastorizia ed alla pesca. Era conosciuta nell'antichità per le sue riserve di gesso e di caolino che veniva usato per fare porcellane. Il suo nome antico era Echinousa. Argentiera seguì sempre le sorti della vicina Milo. Fu feudo veneziano e soffrì numerose incursioni dei pirati che la distrussero completamente nel XVIII secolo.
Sta a 86 miglia nautiche da Il Pireo.

## Amministrazione
Il comune omonimo copre il territorio dell'isola più le isole disabitate di Polyaigos, Agios Efstathios e Agios Georgios. La popolazione, al censimento 2001 era di 769 abitanti